# Bagakhangai

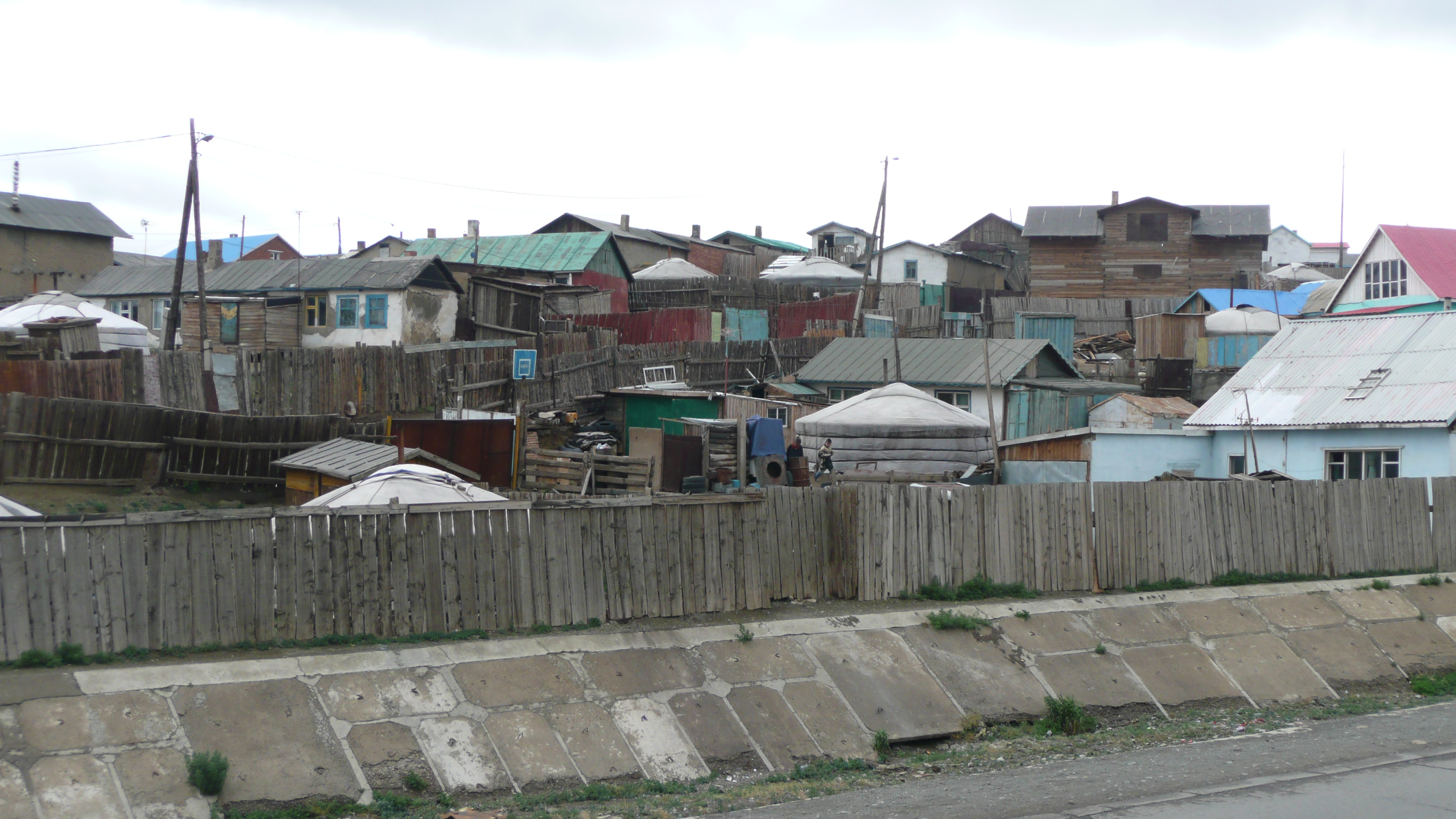
Lều ger tại Bagakhangai

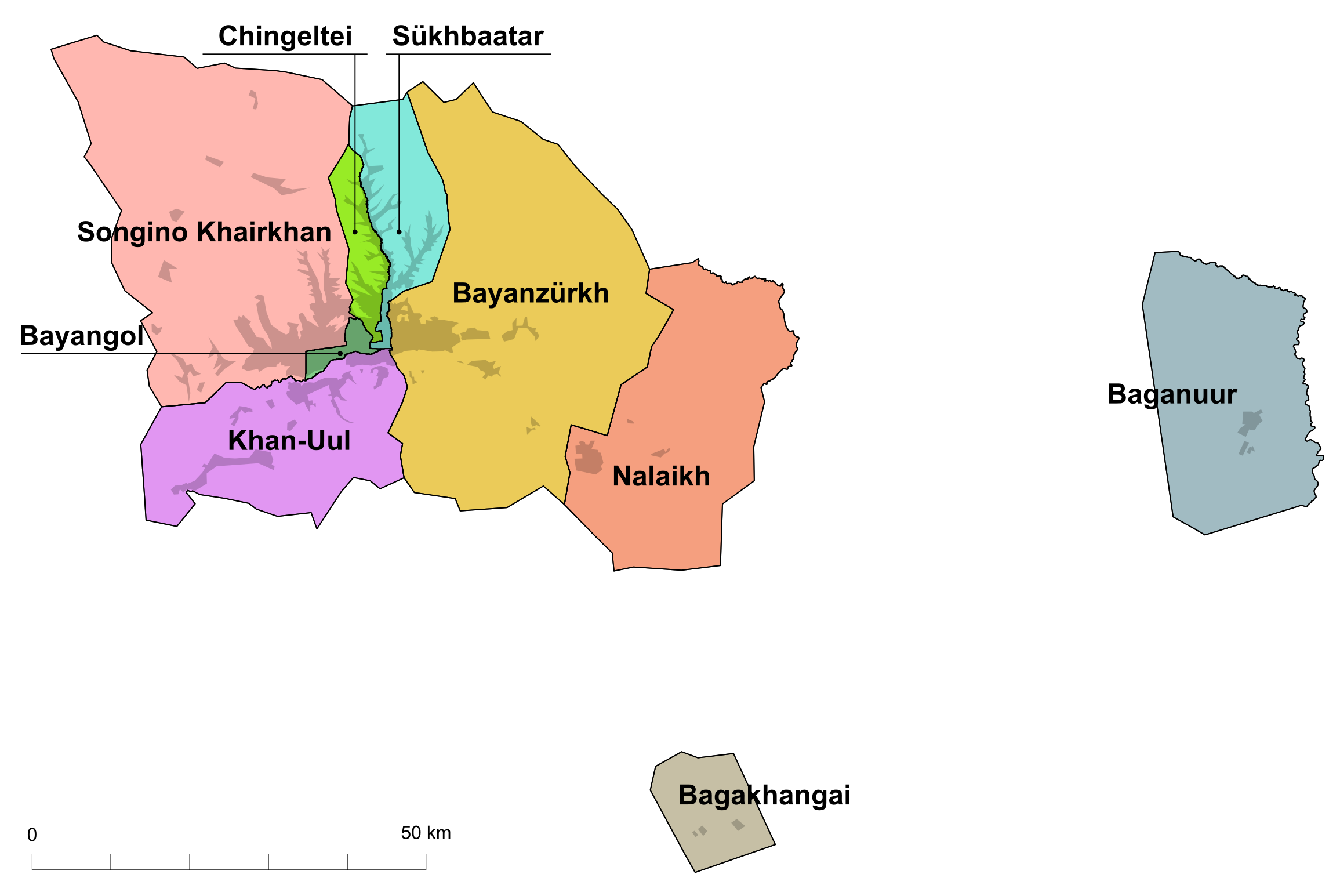
Bagakhangai là phần tách rời phía nam Ulaanbaatar

Bagakhangai (tiếng Mông Cổ: Багахангай, khangai nhỏ) là một trong chính düüreg (quận) của thủ đô Ulaanbaatar, Mông Cổ. Bagakhangai được chia thành hai khoroo (phường), Ondor Tolgoi (đầu dài) và Bagakhangai.
Bagakhangai là một phần lãnh thổ tách rời rộng 140 km² nằm trong tỉnh Töv, phía đông nam thành phố. Khu vực này ban đầu được thành lập để phục vụ căn cứ không quân Liên Xô.